# Terebrantia
Los terebrantios (Terebrantia) son un suborden de insectos neópteros del orden Thysanoptera caracterizados por poseer terebra (taladro que constituye un potente ovipositor) que usan para encastrar los huevos en el tejido vegetal.

## Características
Cuerpo cilíndrico, alas habitualmente presentes, alas anteriores mayores que las posteriores, con una nervadura marginal y una longitudinal (que llega al ápice), poseen pelos o flecos en la superficie alar. Alas en reposo paralelas. Los segmentos X y XI del abdomen forman un cono con una hendidura ventral por donde sale el ovipositor en las hembras, y en los machos el extremo del abdomen es redondeado.
Los de la familia Aeolothripidae se caracterizan por poseer alas anchas y redondeadas en el ápice, el ovipositor está curvado hacia arriba y su hábito alimentario es predador.
Los de la familia Thripidae se caracterizan por poseer alas delgadas y casi siempre puntiagudas, el ovipositor curvado hacia abajo y su hábito alimentario es fitófago.

## Familias
Se reconocen las siguientes:
- Familia Aeolothripidae Uzel, 1895 (29 géneros, 206 especies: †6/11)
- Familia Fauriellidae Priesner, 1949 (4 géneros, 5 especies)
- † Familia Hemithripidae Bagnall, 1923 (1 género, 9 especies)
- Familia Heterothripidae Bagnall, 1912 (7 géneros, 84 especies: †3/4)
- † Familia Karataothripidae Sharov, 1972 (1 género, 1 especie)
- † Familia Liassothripidae Priesner, 1949 (1 género, 1 especie)
- Familia Melanthripidae Bagnall, 1913 (6 géneros, 76 especies: †2/10)
- Familia Merothripidae Hood, 1914 (5 géneros, 18 especies: †2/3)
- † Familia Moundthripidae Nel, Azar & Nel, 2007 (1 género, 1 especie)
- Familia Stenurothripidae Bagnall, 1923 (12 géneros, 24 especies: †9/18)[3]
- Familia Thripidae Stevens, 1829
  - Subfamilia Dendrothripinae Priesner, 1925 (15 géneros, 98 especies: †4/6)
  - Subfamilia Panchaetothripinae Bagnall, 1912 (40 géneros, 141 especies: †2/5)
  - Subfamilia Sericothripinae Karny, 1921 (3 géneros, 152 especies)
  - Subfamilia Thripinae Stephens, 1829 (247 géneros, 1718 especies: †13/64)
- † Familia Triassothripidae Grimaldi & Shmakov, 2004 (2 géneros, 2 especies)
- Familia Uzelothripidae Hood, 1952 (1 género, 1 especie)